# Coupe d'Angleterre de football 2018-2019
Navigation
Coupe d'Angleterre 2017-2018 Coupe d'Angleterre 2019-2020
La Coupe d'Angleterre 2018-2019 est la 138e édition de la FA Cup, la coupe principale dans le football anglais et la plus vieille compétition à élimination directe du monde. Elle est parrainée par Emirates, et est connue sous le nom de  Emirates FA Cup. Elle commence le 11 août 2018 et se termine le 18 mai 2019.
L'équipe défendant son titre est Chelsea, ayant battu Manchester United sur le score de 1-0.

## Calendrier de l'épreuve
| Tour                            | Tirage au sort    | Date des matches  | Matches | Clubs     | Nouvelles entrées | Gain                                        |
| ------------------------------- | ----------------- | ----------------- | ------- | --------- | ----------------- | ------------------------------------------- |
| Tour extra-préliminaire         | 6 juillet 2018    | 11 août 2018      | 185     | 737 → 552 | 370 : 368e à 737e | Perdant : 750£ Vainqueur : 2250£            |
| Tour préliminaire               | 6 juillet 2018    | 25 août 2018      | 160     | 552 → 392 | 135 : 233e à 367e | Perdant : 960£ Vainqueur : 2890£            |
| Premier tour de qualification   | 29 août 2018      | 8 septembre 2018  | 116     | 392 → 276 | 72 : 161e à 232e  | 6000£                                       |
| Deuxième tour de qualification  | 10 septembre 2018 | 22 septembre 2018 | 80      | 276 → 196 | 44 : 117e à 160e  | 9000£                                       |
| Troisième tour de qualification | 24 septembre 2018 | 6 octobre 2018    | 40      | 196 → 156 | -                 | 15 000£                                     |
| Quatrième tour de qualification | 8 octobre 2018    | 20 octobre 2018   | 32      | 156 → 124 | 24 : 93e à 116e   | 25 000£                                     |
| Premier tour (1/128 de finale)  | 22 octobre 2018   | 10 novembre 2018  | 40      | 124 → 84  | 48 : 92e à 44e    | 36 000£                                     |
| Deuxième tour (1/64 de finale)  | 12 novembre 2018  | 1er décembre 2018 | 20      | 84 → 64   | -                 | 54 000£                                     |
| Troisième tour (1/32 de finale) | 3 décembre 2018   | 6 janvier 2019    | 32      | 64 → 32   | 44 : 44e à 1er    | 135 500£                                    |
| Quatrième tour (1/16 de finale) | 7 janvier 2019    | 26 janvier 2019   | 16      | 32 → 16   | -                 | 180 000£                                    |
| Cinquième tour (1/8 de finale)  | 28 janvier 2019   | 16 février 2019   | 8       | 16 → 8    | -                 | 360 000£                                    |
| Quarts de finale                | 18 février 2019   | 16 mars 2019      | 4       | 8 → 4     | -                 | 720 000£                                    |
| Demi-finales                    | 17 mars 2019      | 6 et 7 avril 2019 | 2       | 4 → 2     | -                 | Perdant : 900 000£ Vainqueur : 1 800 000£   |
| Finale                          | 17 mars 2019      | 18 mai 2019       | 1       | 2 → 1     | -                 | Perdant : 1 800 000£ Vainqueur : 3 600 000£ |

## Résultats

### Troisième tour (1/32 de finale)
| 4 janvier 2019 | Tranmere Rovers (4) | 0 - 7   | Tottenham Hotspur (1)                                      |                                                                          |                                                                          |
| 19h45          |                     | (0 - 1) | Aurier 40e 55e · Llorente 48e 71e 72e · Son 57e · Kane 82e | Prenton Park, Birkenhead Spectateurs : 12 553 Arbitrage : Andre Marriner | Prenton Park, Birkenhead Spectateurs : 12 553 Arbitrage : Andre Marriner |
| 19h45          | Rapport             |         |                                                            | Prenton Park, Birkenhead Spectateurs : 12 553 Arbitrage : Andre Marriner | Prenton Park, Birkenhead Spectateurs : 12 553 Arbitrage : Andre Marriner |

| 5 janvier 2019 | Bournemouth (1) | 1 - 3   | Brighton & Hove Albion (1)                |                                                                               |                                                                               |
| 12h30          | Pugh 55e        | (0 - 2) | Knockaert 31e · Bissouma 34e · Andone 64e | Vitality Stadium, Bournemouth Spectateurs : 10 522 Arbitrage : Michael Oliver | Vitality Stadium, Bournemouth Spectateurs : 10 522 Arbitrage : Michael Oliver |
| 12h30          | Rapport         |         |                                           | Vitality Stadium, Bournemouth Spectateurs : 10 522 Arbitrage : Michael Oliver | Vitality Stadium, Bournemouth Spectateurs : 10 522 Arbitrage : Michael Oliver |

|       | Shrewsbury Town (3)  | 1 - 1   | Stoke City (2) |                                                                   |                                                                   |
| 12h30 | Norburn 45+4e (pen.) | (1 - 0) | Crouch 78e     | New Meadow, Shrewsbury Spectateurs : 7 512 Arbitrage : David Webb | New Meadow, Shrewsbury Spectateurs : 7 512 Arbitrage : David Webb |
| 12h30 | Rapport              |         |                | New Meadow, Shrewsbury Spectateurs : 7 512 Arbitrage : David Webb | New Meadow, Shrewsbury Spectateurs : 7 512 Arbitrage : David Webb |

|       | Burnley (1)       | 1 - 0   | Barnsley (3) |                                                                  |                                                                  |
| 12h30 | Wood 90+2e (pen.) | (0 - 0) |              | Turf Moor, Burnley Spectateurs : 11 053 Arbitrage : Simon Hooper | Turf Moor, Burnley Spectateurs : 11 053 Arbitrage : Simon Hooper |
| 12h30 | Rapport           |         |              | Turf Moor, Burnley Spectateurs : 11 053 Arbitrage : Simon Hooper | Turf Moor, Burnley Spectateurs : 11 053 Arbitrage : Simon Hooper |

|       | West Bromwich Albion (2) | 1 - 0   | Wigan Athletic (2) |                                                                            |                                                                            |
| 12h30 | Sako 31e                 | (1 - 0) |                    | The Hawthorns, West Bromwich Spectateurs : 15 465 Arbitrage : Keith Stroud | The Hawthorns, West Bromwich Spectateurs : 15 465 Arbitrage : Keith Stroud |
| 12h30 | Rapport                  |         |                    | The Hawthorns, West Bromwich Spectateurs : 15 465 Arbitrage : Keith Stroud | The Hawthorns, West Bromwich Spectateurs : 15 465 Arbitrage : Keith Stroud |

|       | Sheffield Wednesday (2) | 0 - 0 | Luton Town (3) |                                                                       |                                                                       |
| 12h30 |                         |       |                | Hillsborough, Sheffield Spectateurs : 16 974 Arbitrage : Robert Jones | Hillsborough, Sheffield Spectateurs : 16 974 Arbitrage : Robert Jones |
| 12h30 | Rapport                 |       |                | Hillsborough, Sheffield Spectateurs : 16 974 Arbitrage : Robert Jones | Hillsborough, Sheffield Spectateurs : 16 974 Arbitrage : Robert Jones |

|       | Manchester United (1)          | 2 - 0   | Reading (2) |                                                                          |                                                                          |
| 12h30 | Mata 22e (pen.) · Lukaku 45+4e | (2 - 0) |             | Old Trafford, Manchester Spectateurs : 73 918 Arbitrage : Stuart Attwell | Old Trafford, Manchester Spectateurs : 73 918 Arbitrage : Stuart Attwell |
| 12h30 | Rapport                        |         |             | Old Trafford, Manchester Spectateurs : 73 918 Arbitrage : Stuart Attwell | Old Trafford, Manchester Spectateurs : 73 918 Arbitrage : Stuart Attwell |

|       | West Ham United (1)           | 2 - 0   | Birmingham City (2) |                                                                                 |                                                                                 |
| 12h30 | Arnautović 2e · Carroll 90+1e | (1 - 0) |                     | Stade olympique de Londres, Londres Spectateurs : 54 840 Arbitrage : Roger East | Stade olympique de Londres, Londres Spectateurs : 54 840 Arbitrage : Roger East |
| 12h30 | Rapport                       |         |                     | Stade olympique de Londres, Londres Spectateurs : 54 840 Arbitrage : Roger East | Stade olympique de Londres, Londres Spectateurs : 54 840 Arbitrage : Roger East |

|       | Bolton Wanderers (2)                                     | 5 - 2   | Walsall (3)                  |                                                                       |                                                                       |
| 15h00 | Donaldson 58e · Magennis 61e 80e 87e · Guthrie 63e (csc) | (0 - 1) | Cook 19e · Beevers 68e (csc) | Macron Stadium, Bolton Spectateurs : 5 506 Arbitrage : Darren England | Macron Stadium, Bolton Spectateurs : 5 506 Arbitrage : Darren England |
| 15h00 | Rapport                                                  |         |                              | Macron Stadium, Bolton Spectateurs : 5 506 Arbitrage : Darren England | Macron Stadium, Bolton Spectateurs : 5 506 Arbitrage : Darren England |

|       | Gillingham (3) | 1 - 0   | Cardiff City (1) |                                                                              |                                                                              |
| 15h00 | List 81e       | (0 - 0) |                  | Priestfield Stadium, Gillingham Spectateurs : 7 090 Arbitrage : Tim Robinson | Priestfield Stadium, Gillingham Spectateurs : 7 090 Arbitrage : Tim Robinson |
| 15h00 | Rapport        |         |                  | Priestfield Stadium, Gillingham Spectateurs : 7 090 Arbitrage : Tim Robinson | Priestfield Stadium, Gillingham Spectateurs : 7 090 Arbitrage : Tim Robinson |

|       | Brentford (2)     | 1 - 0   | Oxford United (3) |                                                                        |                                                                        |
| 15h00 | Maupay 80e (pen.) | (0 - 0) |                   | Griffin Park, Brentford Spectateurs : 6 106 Arbitrage : Jeremy Simpson | Griffin Park, Brentford Spectateurs : 6 106 Arbitrage : Jeremy Simpson |
| 15h00 | Rapport           |         |                   | Griffin Park, Brentford Spectateurs : 6 106 Arbitrage : Jeremy Simpson | Griffin Park, Brentford Spectateurs : 6 106 Arbitrage : Jeremy Simpson |

|       | Aston Villa (2) | 0 - 3   | Swansea City (2)                            |                                                                    |                                                                    |
| 15h00 |                 | (0 - 1) | Baker-Richardson 2e · Dyer 47e · Fulton 78e | Villa Park, Birmingham Spectateurs : 30 572 Arbitrage : Gavin Ward | Villa Park, Birmingham Spectateurs : 30 572 Arbitrage : Gavin Ward |
| 15h00 | Rapport         |         |                                             | Villa Park, Birmingham Spectateurs : 30 572 Arbitrage : Gavin Ward | Villa Park, Birmingham Spectateurs : 30 572 Arbitrage : Gavin Ward |

|       | Middlesbrough (2)                                           | 5 - 0   | Peterborough United (3) |                                                                                   |                                                                                   |
| 15h00 | Assombalonga 47e 70e · Friend 50e · Wing 62e · Fletcher 87e | (0 - 0) |                         | Riverside Stadium, Middlesbrough Spectateurs : 11 647 Arbitrage : James Linington | Riverside Stadium, Middlesbrough Spectateurs : 11 647 Arbitrage : James Linington |
| 15h00 | Rapport                                                     |         |                         | Riverside Stadium, Middlesbrough Spectateurs : 11 647 Arbitrage : James Linington | Riverside Stadium, Middlesbrough Spectateurs : 11 647 Arbitrage : James Linington |

|       | Everton (1)               | 2 - 1   | Lincoln City (4) |                                                                       |                                                                       |
| 15h00 | Lookman 12e · Bernard 14e | (2 - 1) | Bostwick 28e     | Goodison Park, Liverpool Spectateurs : 37 900 Arbitrage : John Brooks | Goodison Park, Liverpool Spectateurs : 37 900 Arbitrage : John Brooks |
| 15h00 | Rapport                   |         |                  | Goodison Park, Liverpool Spectateurs : 37 900 Arbitrage : John Brooks | Goodison Park, Liverpool Spectateurs : 37 900 Arbitrage : John Brooks |

|       | Accrington Stanley (3) | 1 - 0   | Ipswich Town (2) |                                                                          |                                                                          |
| 15h00 | Kee 76e                | (0 - 0) |                  | Crown Ground, Accrington Spectateurs : 2 869 Arbitrage : Dean Whitestone | Crown Ground, Accrington Spectateurs : 2 869 Arbitrage : Dean Whitestone |
| 15h00 | Rapport                |         |                  | Crown Ground, Accrington Spectateurs : 2 869 Arbitrage : Dean Whitestone | Crown Ground, Accrington Spectateurs : 2 869 Arbitrage : Dean Whitestone |

|       | Chelsea (1)    | 2 - 0   | Notthingham Forest (2) |                                                                         |                                                                         |
| 15h00 | Morata 49e 59e | (0 - 0) |                        | Stamford Bridge, Londres Spectateurs : 40 544 Arbitrage : Andrew Madley | Stamford Bridge, Londres Spectateurs : 40 544 Arbitrage : Andrew Madley |
| 15h00 | Rapport        |         |                        | Stamford Bridge, Londres Spectateurs : 40 544 Arbitrage : Andrew Madley | Stamford Bridge, Londres Spectateurs : 40 544 Arbitrage : Andrew Madley |

|       | Fleetwood Town (3)            | 2 - 3   | Wimbledon (3)                           |                                                                        |                                                                        |
| 15h00 | Madden 70e · Evans 72e (pen.) | (0 - 1) | Barcham 16e · Hartigan 55e · Appiah 90e | Highbury Stadium, Fleetwood Spectateurs : 2 131 Arbitrage : Ross Joyce | Highbury Stadium, Fleetwood Spectateurs : 2 131 Arbitrage : Ross Joyce |
| 15h00 | Rapport                       |         |                                         | Highbury Stadium, Fleetwood Spectateurs : 2 131 Arbitrage : Ross Joyce | Highbury Stadium, Fleetwood Spectateurs : 2 131 Arbitrage : Ross Joyce |

|       | Derby County (2)            | 2 - 2   | Southampton (1) |                                                                            |                                                                            |
| 15h00 | Marriott 58e · Lawrence 61e | (0 - 1) | Redmond 4e 48e  | Pride Park Stadium, Derby Spectateurs : 17 095 Arbitrage : Oliver Langford | Pride Park Stadium, Derby Spectateurs : 17 095 Arbitrage : Oliver Langford |
| 15h00 | Rapport                     |         |                 | Pride Park Stadium, Derby Spectateurs : 17 095 Arbitrage : Oliver Langford | Pride Park Stadium, Derby Spectateurs : 17 095 Arbitrage : Oliver Langford |

|       | Bristol City (2) | 1 - 0   | Huddersfield Town (1) |                                                                    |                                                                    |
| 17h30 | Brownhill 72e    | (0 - 0) |                       | Ashton Gate, Bristol Spectateurs : 12 179 Arbitrage : Peter Bankes | Ashton Gate, Bristol Spectateurs : 12 179 Arbitrage : Peter Bankes |
| 17h30 | Rapport          |         |                       | Ashton Gate, Bristol Spectateurs : 12 179 Arbitrage : Peter Bankes | Ashton Gate, Bristol Spectateurs : 12 179 Arbitrage : Peter Bankes |

|       | Crystal Palace (1) | 1 - 0   | Grimsby Town (4) |                                                                         |                                                                         |
| 17h30 | Ayew 86e           | (0 - 0) |                  | Selhurst Park, Londres Spectateurs : 19 967 Arbitrage : Martin Atkinson | Selhurst Park, Londres Spectateurs : 19 967 Arbitrage : Martin Atkinson |
| 17h30 | Rapport            |         |                  | Selhurst Park, Londres Spectateurs : 19 967 Arbitrage : Martin Atkinson | Selhurst Park, Londres Spectateurs : 19 967 Arbitrage : Martin Atkinson |

|       | Blackpool (3) | 0 - 3   | Arsenal (1)                 |                                                                      |                                                                      |
| 17h30 |               | (0 - 2) | Willock 11e 37e · Iwobi 82e | Bloomfield Road, Blackpool Spectateurs : 8 955 Arbitrage : Mike Dean | Bloomfield Road, Blackpool Spectateurs : 8 955 Arbitrage : Mike Dean |
| 17h30 | Rapport       |         |                             | Bloomfield Road, Blackpool Spectateurs : 8 955 Arbitrage : Mike Dean | Bloomfield Road, Blackpool Spectateurs : 8 955 Arbitrage : Mike Dean |

|       | Norwich City (2) | 0 - 1   | Portsmouth (3) |                                                                   |                                                                   |
| 17h30 |                  | (0 - 0) | Green 90+4e    | Carrow Road, Norwich Spectateurs : 23 201 Arbitrage : Darren Bond | Carrow Road, Norwich Spectateurs : 23 201 Arbitrage : Darren Bond |
| 17h30 | Rapport          |         |                | Carrow Road, Norwich Spectateurs : 23 201 Arbitrage : Darren Bond | Carrow Road, Norwich Spectateurs : 23 201 Arbitrage : Darren Bond |

|       | Newcastle United (1) | 1 - 1   | Blackburn Rovers (2) |                                                                                   |                                                                                   |
| 17h30 | Ritchie 84e (pen.)   | (0 - 0) | Dack 56e             | St James' Park, Newcastle-upon-Tyne Spectateurs : 36 440 Arbitrage : Kevin Friend | St James' Park, Newcastle-upon-Tyne Spectateurs : 36 440 Arbitrage : Kevin Friend |
| 17h30 | Rapport              |         |                      | St James' Park, Newcastle-upon-Tyne Spectateurs : 36 440 Arbitrage : Kevin Friend | St James' Park, Newcastle-upon-Tyne Spectateurs : 36 440 Arbitrage : Kevin Friend |

| 6 janvier 2019 | Preston North End (2) | 1 - 3   | Doncaster Rovers (3)                  |                                                                            |                                                                            |
| 14h00          | Hughes 56e            | (0 - 1) | Marquis 5e · Anderson 72e · Wilks 87e | Deepdale, Preston (Lancashire) Spectateurs : 8 101 Arbitrage : Andy Davies | Deepdale, Preston (Lancashire) Spectateurs : 8 101 Arbitrage : Andy Davies |
| 14h00          | Rapport               |         |                                       | Deepdale, Preston (Lancashire) Spectateurs : 8 101 Arbitrage : Andy Davies | Deepdale, Preston (Lancashire) Spectateurs : 8 101 Arbitrage : Andy Davies |

|       | Queens Park Rangers (2)       | 2 - 1   | Leeds United (2) |                                                                        |                                                                        |
| 14h00 | Oteh 23e (pen.) · Bidwell 75e | (1 - 1) | Halme 25e        | Loftus Road, Londres Spectateurs : 11 637 Arbitrage : Geoff Eltringham | Loftus Road, Londres Spectateurs : 11 637 Arbitrage : Geoff Eltringham |
| 14h00 | Rapport                       |         |                  | Loftus Road, Londres Spectateurs : 11 637 Arbitrage : Geoff Eltringham | Loftus Road, Londres Spectateurs : 11 637 Arbitrage : Geoff Eltringham |

|       | Sheffield United (2) | 0 - 1   | Barnet (5)            |                                                                         |                                                                         |
| 14h00 |                      | (0 - 1) | Coulthirst 21e (pen.) | Bramall Lane, Sheffield Spectateurs : 9 906 Arbitrage : Tony Harrington | Bramall Lane, Sheffield Spectateurs : 9 906 Arbitrage : Tony Harrington |
| 14h00 | Rapport              |         |                       | Bramall Lane, Sheffield Spectateurs : 9 906 Arbitrage : Tony Harrington | Bramall Lane, Sheffield Spectateurs : 9 906 Arbitrage : Tony Harrington |

|       | Manchester City (1)                                                                             | 7 - 0   | Rotherham United (2) |                                                                         |                                                                         |
| 14h00 | Sterling 12e · Foden 43e · Ajayi 45+1e (csc) · Jesus 52e · Mahrez 73e · Otamendi 78e · Sané 85e | (3 - 0) |                      | Etihad Stadium, Manchester Spectateurs : 52 708 Arbitrage : David Coote | Etihad Stadium, Manchester Spectateurs : 52 708 Arbitrage : David Coote |
| 14h00 | Rapport                                                                                         |         |                      | Etihad Stadium, Manchester Spectateurs : 52 708 Arbitrage : David Coote | Etihad Stadium, Manchester Spectateurs : 52 708 Arbitrage : David Coote |

|       | Woking (6) | 0 - 2   | Watford (1)             |                                                                        |                                                                        |
| 14h00 |            | (0 - 1) | Hughes 13e · Deeney 74e | Kingfield Stadium, Woking Spectateurs : 5 717 Arbitrage : Graham Scott | Kingfield Stadium, Woking Spectateurs : 5 717 Arbitrage : Graham Scott |
| 14h00 | Rapport    |         |                         | Kingfield Stadium, Woking Spectateurs : 5 717 Arbitrage : Graham Scott | Kingfield Stadium, Woking Spectateurs : 5 717 Arbitrage : Graham Scott |

|       | Fulham (1) | 1 - 2   | Oldham (4)                     |                                                                         |                                                                         |
| 14h00 | Odoi 52e   | (0 - 0) | Surridge 76e (pen.) · Lang 88e | Craven Cottage, Londres Spectateurs : 16 134 Arbitrage : Anthony Taylor | Craven Cottage, Londres Spectateurs : 16 134 Arbitrage : Anthony Taylor |
| 14h00 | Rapport    |         |                                | Craven Cottage, Londres Spectateurs : 16 134 Arbitrage : Anthony Taylor | Craven Cottage, Londres Spectateurs : 16 134 Arbitrage : Anthony Taylor |

|       | Millwall (2)     | 2 - 1   | Hull City (2) |                                                               |                                                               |
| 14h00 | Ferguson 82e 85e | (0 - 0) | Toral 52e     | The Den, Londres Spectateurs : 5 307 Arbitrage : Andy Woolmer | The Den, Londres Spectateurs : 5 307 Arbitrage : Andy Woolmer |
| 14h00 | Rapport          |         |               | The Den, Londres Spectateurs : 5 307 Arbitrage : Andy Woolmer | The Den, Londres Spectateurs : 5 307 Arbitrage : Andy Woolmer |

|       | Newport County (4)          | 2 - 1   | Leicester City (1) |                                                                       |                                                                       |
| 16h30 | Matt 10e · Amond 85e (pen.) | (1 - 0) | Ghezzal 82e        | Rodney Parade, Newport Spectateurs : 6 705 Arbitrage : Chris Kavanagh | Rodney Parade, Newport Spectateurs : 6 705 Arbitrage : Chris Kavanagh |
| 16h30 | Rapport                     |         |                    | Rodney Parade, Newport Spectateurs : 6 705 Arbitrage : Chris Kavanagh | Rodney Parade, Newport Spectateurs : 6 705 Arbitrage : Chris Kavanagh |

| 7 janvier 2019 | Wolverhampton Wanderers (1) | 2 - 1   | Liverpool (1) |                                                                               |                                                                               |
| 19h45          | Jiménez 38e · Neves 55e     | (1 - 0) | Origi 51e     | Molineux Stadium, Wolverhampton Spectateurs : 25 849 Arbitrage : Paul Tierney | Molineux Stadium, Wolverhampton Spectateurs : 25 849 Arbitrage : Paul Tierney |
| 19h45          | Rapport                     |         |               | Molineux Stadium, Wolverhampton Spectateurs : 25 849 Arbitrage : Paul Tierney | Molineux Stadium, Wolverhampton Spectateurs : 25 849 Arbitrage : Paul Tierney |

#### Replay
| 15 janvier 2019 | Blackburn Rovers (2)          | 2 - 4 a. p. | Newcastle United (1)                                     |                                                                    |                                                                    |
| 19h45           | Armstrong 33e · Lenihan 45+1e | (2 - 2)     | Longstaff 1re · Roberts 22e · Joselu 105+3e · Pérez 106e | Ewood Park, Blackburn Spectateurs : 14 228 Arbitrage : Lee Probert | Ewood Park, Blackburn Spectateurs : 14 228 Arbitrage : Lee Probert |
| 19h45           | Rapport                       |             |                                                          | Ewood Park, Blackburn Spectateurs : 14 228 Arbitrage : Lee Probert | Ewood Park, Blackburn Spectateurs : 14 228 Arbitrage : Lee Probert |

|       | Luton Town (3) | 0 - 1   | Sheffield Wednesday(2) |                                                                     |                                                                     |
| 19h45 |                | (0 - 0) | Nuhiu 46e              | Kenilworth Road, Luton Spectateurs : 9 259 Arbitrage : Tim Robinson | Kenilworth Road, Luton Spectateurs : 9 259 Arbitrage : Tim Robinson |
| 19h45 | Rapport        |         |                        | Kenilworth Road, Luton Spectateurs : 9 259 Arbitrage : Tim Robinson | Kenilworth Road, Luton Spectateurs : 9 259 Arbitrage : Tim Robinson |

|       | Stoke City (2)   | 2 - 3   | Shrewsbury Town (3)                               |                                                                                  |                                                                                  |
| 20h00 | Campbell 20e 36e | (2 - 0) | Bolton 71e · Okenabirhie 77e (pen.) · Laurent 81e | Bet365 Stadium, Stoke-on-Trent Spectateurs : 10 261 Arbitrage : Geoff Eltringham | Bet365 Stadium, Stoke-on-Trent Spectateurs : 10 261 Arbitrage : Geoff Eltringham |
| 20h00 | Rapport          |         |                                                   | Bet365 Stadium, Stoke-on-Trent Spectateurs : 10 261 Arbitrage : Geoff Eltringham | Bet365 Stadium, Stoke-on-Trent Spectateurs : 10 261 Arbitrage : Geoff Eltringham |

| 16 janvier 2019 | Southampton (1)                               | 2 - 2 3 - 5 t. a. b. | Derby County (2)                            |                                                                                |                                                                                |
| 19h45           | Armstrong 68e · Redmond 70e                   | (0 - 0)              | Wilson 76e · Waghorn 82e                    | St Mary's Stadium, Southampton Spectateurs : 14 651 Arbitrage : Anthony Taylor | St Mary's Stadium, Southampton Spectateurs : 14 651 Arbitrage : Anthony Taylor |
| 19h45           | Rapport                                       |                      |                                             | St Mary's Stadium, Southampton Spectateurs : 14 651 Arbitrage : Anthony Taylor | St Mary's Stadium, Southampton Spectateurs : 14 651 Arbitrage : Anthony Taylor |
| 19h45           | Ward-Prowse · Redmond · Vestergaard · Targett | Tirs au but 3 - 5    | Waghorn · Nugent · Mount · Lawrence · Keogh | St Mary's Stadium, Southampton Spectateurs : 14 651 Arbitrage : Anthony Taylor | St Mary's Stadium, Southampton Spectateurs : 14 651 Arbitrage : Anthony Taylor |

### Quatrième tour (1/16 de finale)
| 25 janvier 2019 | Bristol City (2)          | 2 - 1   | Bolton Wanderers (2) |                                                                      |                                                                      |
| 19h45           | O'Dowda 8e · Eliasson 30e | (2 - 1) | Beevers 6e           | Ashton Gate, Bristol Spectateurs : 13 747 Arbitrage : Stuart Attwell | Ashton Gate, Bristol Spectateurs : 13 747 Arbitrage : Stuart Attwell |
| 19h45           | Rapport                   |         |                      | Ashton Gate, Bristol Spectateurs : 13 747 Arbitrage : Stuart Attwell | Ashton Gate, Bristol Spectateurs : 13 747 Arbitrage : Stuart Attwell |

|       | Arsenal (1)    | 1 - 3   | Manchester United (1)                   |                                                                         |                                                                         |
| 19h55 | Aubameyang 43e | (1 - 2) | Sanchez 31e · Lingard 33e · Martial 82e | Emirates Stadium, Londres Spectateurs : 59 571 Arbitrage : Craig Pawson | Emirates Stadium, Londres Spectateurs : 59 571 Arbitrage : Craig Pawson |
| 19h55 | Rapport        |         |                                         | Emirates Stadium, Londres Spectateurs : 59 571 Arbitrage : Craig Pawson | Emirates Stadium, Londres Spectateurs : 59 571 Arbitrage : Craig Pawson |

| 26 janvier 2019 | Accrington Stanley (3) | 0 - 1   | Derby County (2) |                                                                        |                                                                        |
| 12h30           |                        | (0 - 0) | Waghorn 78e      | Crown Ground, Accrington Spectateurs : 5 397 Arbitrage : Jonathan Moss | Crown Ground, Accrington Spectateurs : 5 397 Arbitrage : Jonathan Moss |
| 12h30           | Rapport                |         |                  | Crown Ground, Accrington Spectateurs : 5 397 Arbitrage : Jonathan Moss | Crown Ground, Accrington Spectateurs : 5 397 Arbitrage : Jonathan Moss |

|       | Shrewsbury Town (3)          | 2 - 2   | Wolverhampton Wanderers (1) |                                                                   |                                                                   |
| 15h00 | Docherty 47e · Waterfall 71e | (0 - 0) | Jiménez 75e · Doherty 90+3e | New Meadow, Shrewsbury Spectateurs : 9 503 Arbitrage : Roger East | New Meadow, Shrewsbury Spectateurs : 9 503 Arbitrage : Roger East |
| 15h00 | Rapport                      |         |                             | New Meadow, Shrewsbury Spectateurs : 9 503 Arbitrage : Roger East | New Meadow, Shrewsbury Spectateurs : 9 503 Arbitrage : Roger East |

|       | Swansea City (2)                          | 4 - 1   | Gillingham (3) |                                                                          |                                                                          |
| 15h00 | McBurnie 10e 32e · Celina 73e · McKay 84e | (2 - 0) | Rees 51e       | Liberty Stadium, Swansea Spectateurs : 15 080 Arbitrage : Darren England | Liberty Stadium, Swansea Spectateurs : 15 080 Arbitrage : Darren England |
| 15h00 | Rapport                                   |         |                | Liberty Stadium, Swansea Spectateurs : 15 080 Arbitrage : Darren England | Liberty Stadium, Swansea Spectateurs : 15 080 Arbitrage : Darren England |

|       | Brighton & Hove Albion (1) | 0 - 0 | West Bromwich Albion (2) |                                                                     |                                                                     |
| 15h00 |                            |       |                          | Falmer Stadium, Brighton Spectateurs : 27 001 Arbitrage : Lee Mason | Falmer Stadium, Brighton Spectateurs : 27 001 Arbitrage : Lee Mason |
| 15h00 | Rapport                    |       |                          | Falmer Stadium, Brighton Spectateurs : 27 001 Arbitrage : Lee Mason | Falmer Stadium, Brighton Spectateurs : 27 001 Arbitrage : Lee Mason |

|       | Portsmouth (3) | 1 - 1   | Queens Park Rangers (2) |                                                                      |                                                                      |
| 15h00 | Brown 63e      | (0 - 0) | Wells 74e               | Fratton Park, Portsmouth Spectateurs : 19 378 Arbitrage : Gavin Ward | Fratton Park, Portsmouth Spectateurs : 19 378 Arbitrage : Gavin Ward |
| 15h00 | Rapport        |         |                         | Fratton Park, Portsmouth Spectateurs : 19 378 Arbitrage : Gavin Ward | Fratton Park, Portsmouth Spectateurs : 19 378 Arbitrage : Gavin Ward |

|       | Doncaster Rovers (3)    | 2 - 1   | Oldham (4) |                                                                           |                                                                           |
| 15h00 | Whiteman 68e 90e (pen.) | (0 - 0) | Clarke 84e | Keepmoat Stadium, Doncaster Spectateurs : 11 260 Arbitrage : Peter Bankes | Keepmoat Stadium, Doncaster Spectateurs : 11 260 Arbitrage : Peter Bankes |
| 15h00 | Rapport                 |         |            | Keepmoat Stadium, Doncaster Spectateurs : 11 260 Arbitrage : Peter Bankes | Keepmoat Stadium, Doncaster Spectateurs : 11 260 Arbitrage : Peter Bankes |

|       | Newcastle United (1) | 0 - 2   | Watford (1)            |                                                                                  |                                                                                  |
| 15h00 |                      | (0 - 0) | Gray 61e · Success 90e | St James' Park, Newcastle-upon-Tyne Spectateurs : 34 604 Arbitrage : David Coote | St James' Park, Newcastle-upon-Tyne Spectateurs : 34 604 Arbitrage : David Coote |
| 15h00 | Rapport              |         |                        | St James' Park, Newcastle-upon-Tyne Spectateurs : 34 604 Arbitrage : David Coote | St James' Park, Newcastle-upon-Tyne Spectateurs : 34 604 Arbitrage : David Coote |

|       | Middlesbrough (2) | 1 - 1   | Newport County (4) |                                                                               |                                                                               |
| 15h00 | Ayala 51e         | (0 - 0) | Dolan 90+3e        | Riverside Stadium, Middlesbrough Spectateurs : 15 794 Arbitrage : John Brooks | Riverside Stadium, Middlesbrough Spectateurs : 15 794 Arbitrage : John Brooks |
| 15h00 | Rapport           |         |                    | Riverside Stadium, Middlesbrough Spectateurs : 15 794 Arbitrage : John Brooks | Riverside Stadium, Middlesbrough Spectateurs : 15 794 Arbitrage : John Brooks |

|       | Manchester City (1)                                                        | 5 - 0   | Burnley (1) |                                                                          |                                                                          |
| 15h00 | Jesus 23e · Silva 52e · De Bruyne 61e · Long 73e (csc) · Agüero 85e (pen.) | (1 - 0) |             | Etihad Stadium, Manchester Spectateurs : 50 121 Arbitrage : Graham Scott | Etihad Stadium, Manchester Spectateurs : 50 121 Arbitrage : Graham Scott |
| 15h00 | Rapport                                                                    |         |             | Etihad Stadium, Manchester Spectateurs : 50 121 Arbitrage : Graham Scott | Etihad Stadium, Manchester Spectateurs : 50 121 Arbitrage : Graham Scott |

|       | Millwall (2)                               | 3 - 2   | Everton (1)                 |                                                                  |                                                                  |
| 17h30 | Gregory 45+2e · Cooper 75e · Wallace 90+4e | (1 - 1) | Richarlison 43e · Tosun 72e | The Den, Londres Spectateurs : 16 354 Arbitrage : Michael Oliver | The Den, Londres Spectateurs : 16 354 Arbitrage : Michael Oliver |
| 17h30 | Rapport                                    |         |                             | The Den, Londres Spectateurs : 16 354 Arbitrage : Michael Oliver | The Den, Londres Spectateurs : 16 354 Arbitrage : Michael Oliver |

|       | Wimbledon (3)                               | 4 - 2   | West Ham United (1)      |                                                                     |                                                                     |
| 19h45 | Appiah 34e · Wagstaff 41e 46e · Sibbick 88e | (2 - 0) | Perez 57e · Anderson 71e | Kingsmeadow, Londres Spectateurs : 4 777 Arbitrage : Anthony Taylor | Kingsmeadow, Londres Spectateurs : 4 777 Arbitrage : Anthony Taylor |
| 19h45 | Rapport                                     |         |                          | Kingsmeadow, Londres Spectateurs : 4 777 Arbitrage : Anthony Taylor | Kingsmeadow, Londres Spectateurs : 4 777 Arbitrage : Anthony Taylor |

| 27 janvier 2019 | Crystal Palace (1)               | 2 - 0   | Tottenham Hotspur (1) |                                                                      |                                                                      |
| 16h00           | Wickham 9e · Townsend 34e (pen.) | (2 - 0) |                       | Selhurst Park, Londres Spectateurs : 19 491 Arbitrage : Kevin Friend | Selhurst Park, Londres Spectateurs : 19 491 Arbitrage : Kevin Friend |
| 16h00           | Rapport                          |         |                       | Selhurst Park, Londres Spectateurs : 19 491 Arbitrage : Kevin Friend | Selhurst Park, Londres Spectateurs : 19 491 Arbitrage : Kevin Friend |

|       | Chelsea (1)                              | 3 - 0   | Sheffield Wednesday (2) |                                                                          |                                                                          |
| 18h00 | Willian 26e (pen.) 83e · Hudson-Odoi 64e | (1 - 0) |                         | Stamford Bridge, Londres Spectateurs : 37 433 Arbitrage : Andre Marriner | Stamford Bridge, Londres Spectateurs : 37 433 Arbitrage : Andre Marriner |
| 18h00 | Rapport                                  |         |                         | Stamford Bridge, Londres Spectateurs : 37 433 Arbitrage : Andre Marriner | Stamford Bridge, Londres Spectateurs : 37 433 Arbitrage : Andre Marriner |

| 28 janvier 2019 | Barnet (5)                       | 3 - 3   | Brentford (2)                               |                                                                         |                                                                         |
| 19h45           | Coulthirst 50e 53e · Sparkes 75e | (0 - 1) | Watkins 40e · Maupay 60e (pen.) · Canós 72e | The Hive Stadium, Londres Spectateurs : 6 215 Arbitrage : Andrew Madley | The Hive Stadium, Londres Spectateurs : 6 215 Arbitrage : Andrew Madley |
| 19h45           | Rapport                          |         |                                             | The Hive Stadium, Londres Spectateurs : 6 215 Arbitrage : Andrew Madley | The Hive Stadium, Londres Spectateurs : 6 215 Arbitrage : Andrew Madley |

#### Replay
| 5 février 2019 | Brentford (2)                        | 3 - 1   | Barnet (5)  |                                                                    |                                                                    |
| 19h45          | Canós 7e · Jeanvier 32e · Maupay 71e | (2 - 0) | Tutonda 74e | Griffin Park, Brentford Spectateurs : 6 954 Arbitrage : Roger East | Griffin Park, Brentford Spectateurs : 6 954 Arbitrage : Roger East |
| 19h45          | Rapport                              |         |             | Griffin Park, Brentford Spectateurs : 6 954 Arbitrage : Roger East | Griffin Park, Brentford Spectateurs : 6 954 Arbitrage : Roger East |

|       | Newport County (4)       | 2 - 0   | Middlesbrough (2) |                                                                       |                                                                       |
| 19h45 | Willmott 47e · Amond 67e | (0 - 0) |                   | Rodney Parade, Newport Spectateurs : 6 552 Arbitrage : Stuart Attwell | Rodney Parade, Newport Spectateurs : 6 552 Arbitrage : Stuart Attwell |
| 19h45 | Rapport                  |         |                   | Rodney Parade, Newport Spectateurs : 6 552 Arbitrage : Stuart Attwell | Rodney Parade, Newport Spectateurs : 6 552 Arbitrage : Stuart Attwell |

|       | Queens Park Rangers (2) | 2 - 0   | Portsmouth (3) |                                                                   |                                                                   |
| 19h45 | Wells 70e · Smith 77e   | (0 - 0) |                | Loftus Road, Londres Spectateurs : 13 115 Arbitrage : David Coote | Loftus Road, Londres Spectateurs : 13 115 Arbitrage : David Coote |
| 19h45 | Rapport                 |         |                | Loftus Road, Londres Spectateurs : 13 115 Arbitrage : David Coote | Loftus Road, Londres Spectateurs : 13 115 Arbitrage : David Coote |

|       | Wolverhampton Wanderers (1)      | 3 - 2   | Shrewsbury Town (3)      |                                                                              |                                                                              |
| 19h45 | Doherty 2e 45+6e · Cavaleiro 62e | (2 - 2) | Bolton 11e · Laurent 39e | Molineux Stadium, Wolverhampton Spectateurs : 28 844 Arbitrage : Lee Probert | Molineux Stadium, Wolverhampton Spectateurs : 28 844 Arbitrage : Lee Probert |
| 19h45 | Rapport                          |         |                          | Molineux Stadium, Wolverhampton Spectateurs : 28 844 Arbitrage : Lee Probert | Molineux Stadium, Wolverhampton Spectateurs : 28 844 Arbitrage : Lee Probert |

| 6 février 2019 | West Bromwich Albion (2) | 1 - 3 a. p. | Brighton & Hove Albion (1)    |                                                                           |                                                                           |
| 20h05          | Bartley 77e              | (0 - 0)     | Andone 82e · Murray 104e 117e | The Hawthorns, West Bromwich Spectateurs : 8 645 Arbitrage : Paul Tierney | The Hawthorns, West Bromwich Spectateurs : 8 645 Arbitrage : Paul Tierney |
| 20h05          | Rapport                  |             |                               | The Hawthorns, West Bromwich Spectateurs : 8 645 Arbitrage : Paul Tierney | The Hawthorns, West Bromwich Spectateurs : 8 645 Arbitrage : Paul Tierney |

### Cinquième tour (1/8 de finale)
| 15 février 2019 | Queens Park Rangers (2) | 0 - 1   | Watford (1)  |                                                                      |                                                                      |
| 19h45           |                         | (0 - 1) | Capoue 45+1e | Loftus Road, Londres Spectateurs : 17 212 Arbitrage : Michael Oliver | Loftus Road, Londres Spectateurs : 17 212 Arbitrage : Michael Oliver |
| 19h45           | Rapport                 |         |              | Loftus Road, Londres Spectateurs : 17 212 Arbitrage : Michael Oliver | Loftus Road, Londres Spectateurs : 17 212 Arbitrage : Michael Oliver |

| 16 février 2019 | Brighton & Hove Albion (1)    | 2 - 1   | Derby County (2) |                                                                                           |                                                                                           |
| 12h30           | Knockaert 33e · Locadia 45+2e | (2 - 0) | Cole 81e         | American Express Community Stadium, Brighton Spectateurs : 24 562 Arbitrage : David Coote | American Express Community Stadium, Brighton Spectateurs : 24 562 Arbitrage : David Coote |
| 12h30           | Rapport                       |         |                  | American Express Community Stadium, Brighton Spectateurs : 24 562 Arbitrage : David Coote | American Express Community Stadium, Brighton Spectateurs : 24 562 Arbitrage : David Coote |

|       | Wimbledon (3) | 0 - 1   | Millwall (2) |                                                                    |                                                                    |
| 15h00 |               | (0 - 1) | Wallace 5e   | Kingsmeadow, Londres Spectateurs : 4 795 Arbitrage : Jonathan Moss | Kingsmeadow, Londres Spectateurs : 4 795 Arbitrage : Jonathan Moss |
| 15h00 | Rapport       |         |              | Kingsmeadow, Londres Spectateurs : 4 795 Arbitrage : Jonathan Moss | Kingsmeadow, Londres Spectateurs : 4 795 Arbitrage : Jonathan Moss |

|       | Newport County (4) | 1 - 4   | Manchester City (1)                     |                                                                       |                                                                       |
| 17h30 | Amond 88e          | (0 - 0) | Sané 51e · Foden 75e 89e · Mahrez 90+4e | Rodney Parade, Newport Spectateurs : 9 680 Arbitrage : Andre Marriner | Rodney Parade, Newport Spectateurs : 9 680 Arbitrage : Andre Marriner |
| 17h30 | Rapport            |         |                                         | Rodney Parade, Newport Spectateurs : 9 680 Arbitrage : Andre Marriner | Rodney Parade, Newport Spectateurs : 9 680 Arbitrage : Andre Marriner |

| 17 février 2019 | Bristol City (2) | 0 - 1   | Wolverhampton Wanderers (1) |                                                                       |                                                                       |
| 13h00           |                  | (0 - 1) | Cavaleiro 28e               | Ashton Gate, Bristol Spectateurs : 24 394 Arbitrage : Martin Atkinson | Ashton Gate, Bristol Spectateurs : 24 394 Arbitrage : Martin Atkinson |
| 13h00           | Rapport          |         |                             | Ashton Gate, Bristol Spectateurs : 24 394 Arbitrage : Martin Atkinson | Ashton Gate, Bristol Spectateurs : 24 394 Arbitrage : Martin Atkinson |

|       | Doncaster Rovers (3) | 0 - 2   | Crystal Palace (1)       |                                                                        |                                                                        |
| 16h00 |                      | (0 - 2) | Schlupp 8e · Meyer 45+2e | Keepmoat Stadium, Doncaster Spectateurs : 14 010 Arbitrage : Mike Dean | Keepmoat Stadium, Doncaster Spectateurs : 14 010 Arbitrage : Mike Dean |
| 16h00 | Rapport              |         |                          | Keepmoat Stadium, Doncaster Spectateurs : 14 010 Arbitrage : Mike Dean | Keepmoat Stadium, Doncaster Spectateurs : 14 010 Arbitrage : Mike Dean |

|       | Swansea City (2)                                       | 4 - 1   | Brentford (2) |                                                                          |                                                                          |
| 16h00 | Daniels 49e (csc) · James 53e · Celina 66e · Byers 90e | (0 - 1) | Watkins 28e   | Liberty Stadium, Swansea Spectateurs : 11 261 Arbitrage : Stuart Attwell | Liberty Stadium, Swansea Spectateurs : 11 261 Arbitrage : Stuart Attwell |
| 16h00 | Rapport                                                |         |               | Liberty Stadium, Swansea Spectateurs : 11 261 Arbitrage : Stuart Attwell | Liberty Stadium, Swansea Spectateurs : 11 261 Arbitrage : Stuart Attwell |

| 18 février 2019 | Chelsea (1) | 0 - 2   | Manchester United (1)   |                                                                        |                                                                        |
| 19h30           |             | (0 - 2) | 31e Herrera · 45e Pogba | Stamford Bridge, Londres Spectateurs : 40 562 Arbitrage : Kevin Friend | Stamford Bridge, Londres Spectateurs : 40 562 Arbitrage : Kevin Friend |
| 19h30           | Rapport     |         |                         | Stamford Bridge, Londres Spectateurs : 40 562 Arbitrage : Kevin Friend | Stamford Bridge, Londres Spectateurs : 40 562 Arbitrage : Kevin Friend |

### Sixième tour (1/4 de finale)
| 16 mars 2019 | Watford (1)           | 2 - 1   | Crystal Palace (1) |                                                                      |                                                                      |
| 12h15        | Capoue 27e · Gray 79e | (1 - 0) | Batshuayi 62e      | Vicarage Road, Watford Spectateurs : 18 104 Arbitrage : Kevin Friend | Vicarage Road, Watford Spectateurs : 18 104 Arbitrage : Kevin Friend |
| 12h15        | Rapport               |         |                    | Vicarage Road, Watford Spectateurs : 18 104 Arbitrage : Kevin Friend | Vicarage Road, Watford Spectateurs : 18 104 Arbitrage : Kevin Friend |

|       | Swansea City (2)               | 2 - 3   | Manchester City (1)                                   |                                                     |                                                     |
| 17h20 | Grimes 20e (pen.) · Celina 29e | (2 - 0) | Bernardo Silva 69e · Nordfeldt 78e (csc) · Agüero 88e | Liberty Stadium, Swansea Arbitrage : Andre Marriner | Liberty Stadium, Swansea Arbitrage : Andre Marriner |
| 17h20 | Rapport                        |         |                                                       | Liberty Stadium, Swansea Arbitrage : Andre Marriner | Liberty Stadium, Swansea Arbitrage : Andre Marriner |

|       | Wolverhampton Wanderers (1) | 2 - 1   | Manchester United (1) |                                                                                  |                                                                                  |
| 19h55 | Jiménez 70e · Jota 76e      | (0 - 0) | Rashford 90+5e        | Molineux Stadium, Wolverhampton Spectateurs : 31 004 Arbitrage : Martin Atkinson | Molineux Stadium, Wolverhampton Spectateurs : 31 004 Arbitrage : Martin Atkinson |
| 19h55 | Rapport                     |         |                       | Molineux Stadium, Wolverhampton Spectateurs : 31 004 Arbitrage : Martin Atkinson | Molineux Stadium, Wolverhampton Spectateurs : 31 004 Arbitrage : Martin Atkinson |

| 17 mars 2019 | Millwall (2)                                                | 2 - 2 4 - 5 t. a. b.  | Brighton & Hove Albion (1)                           |                                                                  |                                                                  |
| 14h00        | Pearce 70e · O'Brien 79e                                    | (0 - 0, 2 - 2, 2 - 2) | Locadia 88e · March 90+5e                            | The Den, Londres Spectateurs : 17 137 Arbitrage : Chris Kavanagh | The Den, Londres Spectateurs : 17 137 Arbitrage : Chris Kavanagh |
| 14h00        | Rapport                                                     |                       |                                                      | The Den, Londres Spectateurs : 17 137 Arbitrage : Chris Kavanagh | The Den, Londres Spectateurs : 17 137 Arbitrage : Chris Kavanagh |
| 14h00        | Williams · Tunnicliffe · Leonard · Romeo · Morison · Cooper | Tirs au but 4 - 5     | Murray · Locadia · March · Pröpper · Stephens · Dunk | The Den, Londres Spectateurs : 17 137 Arbitrage : Chris Kavanagh | The Den, Londres Spectateurs : 17 137 Arbitrage : Chris Kavanagh |

### Septième tour (Demi-finales)
| 6 avril 2019 | Manchester City (1) | 1 - 0   | Brighton & Hove Albion (1) |                                                                           |                                                                           |
| 17h30        | Jesus 4e            | (1 - 0) |                            | Stade de Wembley, Londres Spectateurs : 71 521 Arbitrage : Anthony Taylor | Stade de Wembley, Londres Spectateurs : 71 521 Arbitrage : Anthony Taylor |
| 17h30        | Rapport             |         |                            | Stade de Wembley, Londres Spectateurs : 71 521 Arbitrage : Anthony Taylor | Stade de Wembley, Londres Spectateurs : 71 521 Arbitrage : Anthony Taylor |

| 7 avril 2019 | Watford (1)                             | 3 - 2 a. p. | Wolverhampton Wanderers (1) |                                                                           |                                                                           |
| 16h00        | Deulofeu 79e 104e · Deeney 90+4e (pen.) | (0 - 1)     | Doherty 36e · Jiménez 62e   | Stade de Wembley, Londres Spectateurs : 80 092 Arbitrage : Michael Oliver | Stade de Wembley, Londres Spectateurs : 80 092 Arbitrage : Michael Oliver |
| 16h00        | Rapport                                 |             |                             | Stade de Wembley, Londres Spectateurs : 80 092 Arbitrage : Michael Oliver | Stade de Wembley, Londres Spectateurs : 80 092 Arbitrage : Michael Oliver |

### Finale
| 18 mai 2019 | Manchester City (1)                                          | 6 - 0   | Watford (1) |                                                                         |                                                                         |
|             | Silva 26e · Jesus 38e 68e · De Bruyne 61e · Sterling 81e 87e | (2 - 0) |             | Stade de Wembley, Londres Spectateurs : 85 854 Arbitrage : Kevin Friend | Stade de Wembley, Londres Spectateurs : 85 854 Arbitrage : Kevin Friend |
|             | Rapport                                                      |         |             | Stade de Wembley, Londres Spectateurs : 85 854 Arbitrage : Kevin Friend | Stade de Wembley, Londres Spectateurs : 85 854 Arbitrage : Kevin Friend |